# Exodus (hudební skupina)
Exodus je americká thrash metalová skupina založená v roce 1979 ve městě Richmond v Kalifornii. Jediným stálým členem skupiny po celou dobu její existence je kytarista Gary Holt. Skupina zatím vydala jedenáct studiových alb, dvě živé nahrávky a dvě kompilace.

## Členové skupiny

### Současní
- Gary Holt – kytara (1980–dosud)
- Tom Hunting – bicí (1980–1989, 1997–2005, 2007–dosud)
- Steve Souza – zpěv (1986–1994, 2002–2004, 2014–dosud)
- Jack Gibson – baskytara (1997–dosud)
- Lee Altus – kytara (2005–dosud)

### Dřívější členové
Zpěv
- Keith Stewart (1980)
- Paul Baloff (1982–1986, 1997–2002) († 2002)
- Matt Harvey (2004)
- Steev Esquivel (2004)
- Rob Dukes – zpěv (2005–2014)

Kytara
- Kirk Hammett (1980–1983)
- Tim Agnello (1980)
- Evan McCaskey (1983) († 1989)
- Mike Maung (1983)
- Rick Hunolt (1983–2005; znovu pro tour 2012)

Baskytara
- Carlton Melson (1980)
- Jeff Andrews (1980–1983)
- Rob McKillop (1983–1991)
- Michael Butler (1991–1994)

Bicí
- Perry Strickland (1989)
- John Tempesta (1989–1993)
- Gannon Hall (1993)
- Chris Kontos (1993)
- Paul Bostaph (2005–2007)

## Diskografie
- Bonded by Blood (1985)
- Pleasures of the Flesh (1987)
- Fabulous Disaster (1988)
- Impact is Imminent (1990)
- Force of Habit (1992)
- Tempo of the Damned (2004)
- Shovel Headed Kill Machine (2005)
- The Atrocity Exhibition… Exhibit A (2007)
- Let There Be Blood (2008)
- Exhibit B: The Human Condition (2010)
- Blood In, Blood Out (2014)
- Persona Non Grata (2021)[1]